# Danh sách nhân vật trong Chiến tranh giữa các vì sao

Logo của Chiến tranh giữa các vì sao

Dưới đây là danh sách chưa đầy đủ các nhân vật trong tất cả các phượng tiện truyền thông của Chiến tranh giữa các vì sao (Star Wars) đã được liệt vào Canon, một số nhân vật khác trong vũ trụ mở rộng cũ đã không được liệt vào vì không chính thức, nghĩa là Legends theo như Disney và Lucasfilm vào năm 2012, được sắp xếp theo thứ tự bảng chữ cái:

## #
| Tên                    | Diễn viên                                                                          | Miêu tả |
| ---------------------- | ---------------------------------------------------------------------------------- | --- |
| 2-1B                   | Lồng tiếng: Randy Thom (The Empire Strikes Back), Denny Delk (Revenge of the Sith) | Người máy y tế xuất hiện trong The Empire Strikes Back đưa Luke Skywalker vào bình bacta để chữa lành sau khi anh bị Wampa tấn công trên Hoth, và thay thế tay cho Luke. Một droid 2-1B cũng đã phục vụ cho Anakin Skywalker trong Revenge of the Sith, và có thể nhìn thấy trong Star Wars Rebels. |
| 4-LOM                  | Chris Parsons (The Empire Strikes Back)                                            | Người máy thủ tục với hình dạng côn trùng, 4-LOM là một trong các kẻ săn tiền thưởng được Darth Vader triệu tập để bắt con tàu Millennium Falcon trong The Empire Strikes Back. |
| 8D8                    | —                                                                                  | Người máy tra tấn làm việc cho Jabba người Hutt trong Return of the Jedi. |
| Người vô tính 99       | Lồng tiếng: Dee Bradley Baker (The Clone Wars)                                     | Lính vô tính giúp đỡ Domino Squad trong Chiến tranh vô tính. Anh hi sinh trong Trận Kamino. |
| 0-0-0 hay Triple-Zero) | —                                                                                  | Người máy thủ tục được thiết kế để chuyên về nghi thức, phong tục, dịch thuật và tra tấn. Hình dạng giống như C-3PO. Cộng sự của Tiến sĩ Aphra và BT-1, xuất hiện lần đầu trong Marvel Comics sê-ri Star Wars: Darth Vader và xuất hiện thêm trong các mẩu truyện của Doctor Aphra sê-ri.           |

## A
| Tên                             | Diễn viên | Miêu tả |
| ------------------------------- | --- | --- |
| A'Koba                          | Peter Diamond (A New Hope) | Thủ lĩnh Tusken Raider trong A New Hope tấn công Luke Skywalker và khua thanh gaderffii trên đầu. Còn được biết đến với tên "URoRRuR'R'R", tên người cát này còn xuất hiện trong câu chuyện ngắn "Rites" từ tiểu thuyết 2017 From a Certain Point of View. |
| Đô đốc Gial Ackbar              | Timothy D. Rose (Return of the Jedi, The Force Awakens và The Last Jedi) Lồng tiếng: Erik Bauersfeld (Return of the Jedi và The Force Awakens), Tom Kane (The Last Jedi), Art Butler (The Clone Wars) | Chỉ huy hạm đội Nổi dậy trong cuộc tấn công vào Ngôi Sao Chết thứ hai trong Return of the Jedi . Ackbar là một lãnh đạo và chỉ huy quân sự người Mon Calamari đã chiến đấu trong Chiến tranh vô tính. Ông ấy hết lòng cống hiến mình cho sự tự do của thiên hà và trở thành chỉ huy quân sự quan trọng nhất của Liên minh Nổi dậy, và sau đó là Cộng hòa mới. Sau này, ông làm việc dưới quyền Tướng quân Leia Organa như một phần của cuộc kháng chiến chống lại Tổ chức Thứ Nhất. Ông hi sinh cùng với nhiều nhà lãnh đạo kháng chiến trong The Last Jedi . |
| Sim Aloo ("Imperial Dignitary") | Anthony Lang (Return of the Jedi) | Thành viên của Hội đồng cai trị Đế Chế và cố vấn thân cận của Hoàng đế Palpatine, ông xuất hiện cùng với các ủy viên hội đồng khác cho Hoàng đế trên Ngôi sao Chết thứ hai, và chết khi nó bị phá hủy trên mặt trăng rừng Endor trong Return of the Jedi . An action figure of this character, entitled "Imperial Dignitary", was created in Kenner's 1985 Power of the Force line. |
| Almec                           | Lồng tiếng: Julian Holloway (The Clone Wars) | Nhà chính trị gia người Mandalore và là thủ tướng của Mandalore trong cuộc chiến tranh vô tính. Một người ủng hộ của Satine Kryze và chính phủ Tân Mandalorian của cô, ông bị giam giữ vì tham gia vào một vụ buôn lậu bất hợp pháp, nhưng sau đó được giải phóng và được phục hồi với tư cách Thủ tướng sau khi Darth Maul tiếp quản thành phố thủ đô Sundari của Tân Mandalore. Sau đó, khi Darth Maul bị bắt bởi Darth Sidious, Almec đã gửi hai chiến binh Mandalore đi để giải cứu Maul.                                                                 |
| Mas Amedda                      | Jerome Blake (The Phantom Menace và Revenge of the Sith), David Bowers (Attack of the Clones và Revenge of the Sith) Voice: Stephen Stanton (The Clone Wars)                                          | Phó chủ tịch Thượng viện Thiên hà. Ông là Grand Vizier và người đứng đầu của Hội đồng cai trị Đế Chế trong tiểu thuyết Life Debt, bị thao túng bởi Gallius Rax và trở thành nhà lãnh đạo bù nhìn của Đế Chế sau khi Palpatine qua đời. Amedda chính thức đầu hàng thay mặt cho Đế Chế và kí hòa ước với nền Cộng hòa mới trong tiểu thuyết Empire's End. |
| Amee                            | Katie Lucas (The Phantom Menace) | Bạn của Anakin Skywalker trong The Phantom Menace. Lucas, con gái của George Lucas, được thêm vào phim dưới tên Jenna Green. |
| Padmé Amidala                   | Natalie Portman (Tập I–III) Lồng tiếng: Catherine Taber (The Clone Wars và Forces of Destiny) | Nữ hoàng, và thượng nghị sĩ của Naboo, tên khai sinh là Padme Naberrie, người đã cưới Anakin Skywalker và mất sau khi sinh hai đứa con sinh đôi, Luke Skywalker và Leia Organa. |
| Cassian Andor                   | Diego Luna (Rogue One) | Đội trưởng và sĩ quan tình báo của quân Nổi dậy giúp ăn cắp bản thiết kế Ngôi sao Chết trong Rogue One. |
| Fodesinbeed Annodue             | Lồng tiếng: Greg Proops và Scott Capurro (The Phantom Menace) | Người Troiga hai đầu xuất hiện trong The Phantom Menace thông thạo 2 thứ tiếng Basic và Huttese trong cuộc đua xe pod Boonta Eve Classic. |
| Raymus Antilles                 | Peter Geddis (A New Hope), Rohan Nichol (Revenge of the Sith), Tim Beckmann (Rogue One) | Cơ trưởng của tàu Tantive IV trong A New Hope, bị bóp cổ đến chết bởi Darth Vader. Antilles là chủ cuối của C-3PO vàR2-D2 trước khi họ rơi vào tay Luke Skywalker,. |
| Wedge Antilles                  | Denis Lawson (Tập IV–VI), Colin Higgins (A New Hope) Lồng tiếng: David Ankrum (A New Hope và Rogue One), Nathan Kress (Rebels)                                                                        | Một phi công giỏi của quân Nổi dậy và Nền Cộng hòa Mới, tham gia vào nhiêu cuộc chiến như Yavin, Hoth, và Endor và là một trong những phi công sống sót qua khỏi tất cả các cuộc chiến đó cùng với Luke Skywalker. |
| AP-5                            | Lồng tiếng: Stephen Stanton (Rebels) | Một người máy RA-7 từ Chiến tranh vô tinh, phục vụ nền Cộng hòa như một hoa tiêu; sau này phải phục vụ trên tàu chở hàng của Đế Chế, trước khi C1-10P/Chopper gặp nó trong Rebels tập "The Forgotten Droid". |
| Nữ hoàng Apailana               | Keisha Castle-Hughes (Revenge of the Sith) | Nữ hoàng của Naboo trong những năm cuối của Chiến tranh vô tính trong Revenge of the Sith. |
| Chỉ huy Appo                    | Voice: Temuera Morrison (Revenge of the Sith), Dee Bradley Baker (The Clone Wars) | Chỉ huy vô tính của Quân đoàn 501 trong Revenge of the Sith. |
| Tiến sĩ Aphra                   | — | Một nhà khảo cổ học loài người, tên đầy đủ là Chelli Lona Aphra, được chiêu mộ bởi Darth Vader, cùng với hai người máy đồng hành, 0-0-0 (Triple-Zero) và BT-1 (Beetee) thực hiện nhiều nhiệm vụ bí mật dưới mũi của Đế Chế. Cô xuất hiện trong truyện tranh Star Wars: Darth Vader, trước khi có một sê-ri truyện tranh riêng. |
| Faro Argyus                     | Lồng tiếng: James Marsters (The Clone Wars) | Đội trưởng của Lính gác Thượng viện, hắn được hối lộ bởi Bá tước Dooku để giải phóng Viceroy Nute Gunray khỏi bị giam giữ của Cộng hòa. Sau đó, hắn bị phản bội và giết chết bởi Asajj Ventress. |
| Aiolin và Morit Astarte         | — | Những con người được thiết kế đặc biệt, anh trai và em gái, có kỹ năng với kiếm ánh sáng và làm việc cho Tiến sĩ Cylo hòng thay thế Darth Vader. Họ xuất hiện lần đầu tiên trong loạt truyện tranh Star Wars: Darth Vader. |
| Ello Asty                       | Paul Kasey (The Force Awakens) Lồng tiếng: Matthew Wood (The Force Awakens) | Phi công X-wing người Abednedo của quân Kháng chiến, hi sinh trong cuộc tấn công Căn cứ Starkiller trong The Force Awakens. Tên của Asty là một gợi nhắc của đạo diễn J.J. Abrams về album Hello Nasty của Beastie Boys, và dòng chữ trên mũ của nhân vật, "Born to Ill", lại gợi nhắc về album Licensed to Ill. |
| AZI-3                           | Lồng tiếng: Ben Diskin (The Clone Wars) | Một người máy y tế phục vụ lính vô tính tại Kamino giúp đỡ làm bại lộ Sắc lệnh 66 trong The Clone Wars. |

## B
| Tên                       | Thể hiện | Miêu tả |
| ------------------------- | --- | --- |
| Ponda Baba ("Walrus Man") | Tommy Isley (A New Hope) | Kẻ đánh thuê người Aqualish trong A New Hope tấn công Luke Skywalker trong Mos Eisley Cantina, và bị cắt đứt tay bởi Obi-Wan Kenobi. Hắn làm việc thân cận với Tiến sĩ Cornelius Evazan kẻ đã cố bắt nạt Luke. Hắn cũng đi cùng tiến sĩ Evazan trên con phố Jedha trong Rogue One. |
| Kitster Banai             | Dhruv Chanchani (The Phantom Menace) | Một cậu bé nô lệ trên hành tinh Tatooine và bạn của Anakin. Banai ủng hộ cậu bạn với cuộc đua xe pod. Vì cậu là một trong những người bạn quan trọng của Anakin, đã có nhiều suy đoán về số phận của cậu sau The Phantom Menace. |
| Cad Bane                  | Lồng tiếng: Corey Burton (The Clone Wars) | Một tên thợ săn tiền thưởng đáng gờm xuất hiện trong mùa 2 của The Clone Wars và game Star Wars: The Clone Wars – Republic Heroes. |
| Darth Bane                | Lồng tiếng.: Mark Hamill (The Clone Wars) | Chúa tể Sith, kẻ đã tạo ra "Rule of Two" và sống ở thời kì Cộng hòa cũ. Ảo ảnh của hắn xuất hiện trong một tập của The Clone Wars đối mặt với Yoda tại Moraband. |
| Barada                    | Dirk Yohan Beer (Return of the Jedi) | Lính gác người Klatooine của Jabba người Hutt trong Return of the Jedi. Đồ chơi của nhân vật được hãng Kenner sản xuất dưới dòng Power of the Force năm 1985. |
| Jom Barell                | — | Sĩ quan đội SpecForces xuất hiện trong Star Wars: Aftermath rồi trở thành nhân vật chính trong cuốn tiếp theo Aftermath: Life Debt. |
| Moradmin Bast             | Leslie Schofield (A New Hope) | Tướng quân Đế chế xuất hiện trên Ngôi sao Chết thứ nhất, người đã cảnh báo Grand Moff Tarkin về mối đe dọa của quân Nổi dậy. |
| BB-8                      | Dave Chapman và Brian Herring (nghệ sĩ rối) (The Force Awakens vàThe Last Jedi) Lồng tiếng: Bill Hader và Ben Schwartz (cố vấn) (The Force Awakens và The Last Jedi) | Droid trung thành của Poe Dameron trong The Force Awakens và The Last Jedi. |
| BB-9E                     | — | Droid dòng BB màu đen phục vụ Tổ chức thứ Nhất trong The Last Jedi. |
| Tobias Beckett            | Woody Harrelson (Solo: A Star Wars Story) | Thầy của Han và là một tên tội phạm chuyên nghiệp. Ông cho Han và Chewie tham gia vào phi vụ ăn trộm coaxium của mình, sau này phản bội họ và bị giết bởi Han. |
| Val Beckett               | Thandie Newton (Solo: A Star Wars Story) | Vợ và bạn đồng hành của Tobias Beckett. |
| Shara Bey                 | — | Phi công A-wing của quân Nổi dậy, mẹ của Poe Dameron, xuất hiện trong truyện Marvel Comics 2015 Star Wars: Shattered Empire. |
| The Bendu                 | Lồng tiếng: Tom Baker (Rebels) | Một sinh vật mạnh với Thần lực, thông thái và cổ xưa với triết lí cân bằng; xuất hiện trong Star Wars Rebels, ông sống ở hành tinh Atollon, giới thiệu mình với Kannan là người đứng giữa ashla, mặt sáng và bogan, mặt tối. |
| Sio Bibble                | Oliver Ford Davies (tập I–III) | Thống đốc Naboo trong bộ ba tiền truyện, cũng xuất hiện trong 2 tập của sê-ri Star Wars: the Clone Wars. |
| Depa Billaba              | Dipika O'Neill Joti (The Phantom Menace) | Thành viên của Hội đồng tối cao Jedi, cô rơi vào tình trạng hôn mê 6 tháng sau khi đối đầu với Tướng Grievous tại Haruun Kal, nhưng được chữa lành và nhận cậu học trò Padawan Caleb Dume, sau này là Kanan Jarrus. |
| Jar Jar Binks             | Ahmed Best (Tập I–III) Lồng tiếng: Ahmed Best (The Clone Wars), B.J. Hughes (3 tập của The Clone Wars)                                                               | Người Gungan đồng hành với Qui-Gon Jinn tới Coruscant. |
| Temiri Blagg              | Temirlan Blaev (The Last Jedi) | Một cậu bé và nô lệ nhạy cảm với Thần lực ở Cantonica. Temiri và bạn bè của anh, Oniho Zaya và Arashell Sar, làm việc cho Bargwill Tomder trong chuồng ngựa Fathier ở Canto Bight. Temiri được tặng một vòng kháng chiến bởi Rose Tico, và được xác nhận là có Thần lực-sau khi kéo một cây chổi về phía mình ở đoạn kết của The Last Jedi. |
| Chỉ huy Bly               | Lồng tiếng: Dee Bradley Baker (The Clone Wars) | Một chỉ huy vô tính dẫn đầu Quân đoàn Star 327 dưới quyền của Tướng Jedi Aayla Secura trong Revenge of the Sith và The Clone Wars. Khi Sắc Lệnh 66 được ban hành, Bly giết Aayla Secura tại Felucia. |
| Bobbajo                   | Aidan Cook (The Force Awakens) | Người kể chuyện Nu-Cosia vác một thùng chứa thú vật trên Jakku trong The Force Awakens. Bobbajo, mặc dù có sự xuất hiện nhỏ trong phim, là một trong những nhân vật mới xuất hiện trong nhiều chiến dịch quảng cáo cho The Force Awakens. Bobbajo xuất hiện trong truyện ngắn "All Creatures Great and Small". |
| Dud Bolt                  | | Tay đua Vulptereen tại cuộc thi Boonta Eve Classic trong The Phantom Menace. Rối của Bolt là một trong những hiệu ứng thực tế được tạo ra cho phim, hơn là chỉ dựa trên CGI. Bolt cũng xuất hiện trong Star Wars: Episode I Racer. |
| Mister Bones              | — | Một người máy chiến đấu B1 giới thiệu trong Aftermath, vệ sĩ của Temmin "Snap" Wexley. Trong truyện tranh Poe Dameron #13, Snap mang "bản mẫu tính cách" của Mister Bones đi để lấy làm bùa may, và tạm tải nó lên một droid khác để bảo vệ Poe Dameron. |
| Lux Bonteri               | Lồng tiếng: Jason Spisak (The Clone Wars) | Con trai của Mina Bonteri và chiến sĩ tự do trong Chiến tranh vô tính; người yêu của Ahsoka Tano. |
| Mina Bonteri              | Lồng tiếng: Kath Soucie (The Clone Wars) | Mẹ của Lux Bonteri và nghị sĩ phe ly khai trong The Clone Wars. |
| Borvo người Hutt          | Lồng tiếng: Clint Bajakian (The Phantom Menace) | Buôn lậu Hutt trên Tatooine trong The Phantom Menace. |
| Bossk                     | Alan Harris (The Empire Strikes Back và Return of the Jedi) Lồng tiếng: Dee Bradley Baker (The Clone Wars)                                                           | Thợ săn tiền thưởng người Trandosha là một trong sáu kẻ được triệu hồi trong The Empire Strikes Back bởi Darth Vader để tìm ra tàu Millennium Falcon, và cũng được nhìn thấy trong Cung điện của Jabba trong Return of the Jedi. Bossk là con trai của thợ săn tiền thưởng Cradossk và nổi tiếng về việc săn bắn Wookiee, với một mối thù đặc biệt với Chewie. Bossk cũng xuất hiện trong The Clone Wars, đóng vai làm thầy và người bảo vệ Boba Fett trẻ, sau này tham gia tổ chức thợ săn của cậu ta. Trong Star Wars Rebels, Bossk chỉ huy tàu Hound's Tooth và cùng với Ezra Bridger làm bại lộ sự tham nhũng của trung úy Jenkes. Cũng xuất hiện trong Darth Vader Marvel comics series, Bossk được thuê bởi Tiến sĩ Aphra cùng với nhiều tên khác để vô hiệu hóa tài sản của Son-Tuul Pride. |
| Ezra Bridger              | Lồng tiếng: Taylor Gray (Rebels) | Tên trộm túi 14 tuổi sống tại Lothal dưới thời Đế Chế đang khai thác cạn kiệt hành tinh của cậu để sản xuất vũ khí chiến tranh. Cậu nhạy cảm với Thần lực, và dùng nó để thoát khỏi các tình huống khó khăn. Cậu phải ăn trộm để sống sót, cho tới khi gặp phi hành đoàn Ghost, cuộc sống của cậu bị đảo lộn hoàn toàn. |
| BT-1 (a.k.a. Bee-Tee)     | — | Droid không gian/sát thủ xuất hiện trong truyện tranh Darth Vader (2015) và Dr. Aphra. |
| Sora Bulq                 | | Sư phụ Jedi người Weequay và bạn của Mace Windu, bị đưa về mặt tối bởi Dooku. |

## C
| Tên                       | Thể hiện | Miêu tả |
| ------------------------- | --- | --- |
| C1-10P (hay "Chopper")    | Dave Finoli | Một Droid không gian cổ lỗ sĩ với tính tình cáu kỉnh, hay chơi khăm làm việc trên con tàu Ghost trong Star Wars Rebels. Chopper còn xuất hiện cameo trong Rogue One, kể cả tàu Ghost và Hera Syndulla (được nhắc đến trong phim). |
| C-3PO                     | Anthony Daniels (Episodes I-VIII và Rogue One) Lồng tiếng: Anthony Daniels (The Clone Wars và Rebels)                                               | Một droid giao thức xuất hiện trong tất cả các phim Star Wars trừ Solo. |
| Lando Calrissian          | Billy Dee Williams (The Empire Strikes Back và Return of the Jedi), Donald Glover (Solo: A Star Wars Story) Lồng tiếng: Billy Dee Williams (Rebels) | Bạn lâu năm của Han Solo. Doanh nhân và kẻ vô lại xuất hiện lần đầu trong Đế chế phản công với tư cách là người điều hành công việc khai thác khí tibanna tại Thành phố Mây. |
| Cơ trưởng Moden Canady    | Mark Lewis Jones (The Last Jedi) | Cơ trưởng của Tổ chức Thứ nhất của Thiết giáp hạm Fulminatrix, bị hủy diệt bởi phi cơ oanh tạc của Paige Tico tại trận D'Qar trong The Last Jedi. |
| Ransolm Casterfo          | — | Thượng nghị sĩ phái trung dung từ hành tinh Riosa phản đối, và kết bạn với, Công chúa Leia trong tiểu thuyết Star Wars: Bloodline. |
| Chewbacca                 | Peter Mayhew (Tập III–VII), Joonas Suotamo (Tập VII–VIII, Solo: A Star Wars Story) Lồng tiếng: Peter Mayhew (The Clone Wars)                        | Người bạn Wookiee của Han Solo, bạn đồng hành và phi công phụ của tàu Millennium Falcon. |
| Chief Chirpa              | Jane Busby (Return of the Jedi) | Tù trưởng Ewok xuất hiện trong Return of the Jedi. |
| Rush Clovis               | Lồng tiếng: Robin Atkin Downes (The Clone Wars) | Nghị sĩ thay mặt hành tinh Scipio cho Nghị viện Thiên hà, đồng thời cũng là người yêu của Padmé Amidala. Khi cuộc chiến vô tính bùng nổ, anh ta trở thành đại biểu của Tộc Ngân hàng. Trong trận Scipio, anh hi sinh thân mình để cứu Padmé.                                                                                          |
| Chỉ huy Cody              | Temuera Morrison (Revenge of the Sith) Lồng tiếng: Dee Bradley Baker (The Clone Wars)                                                               | Phục vụ dưới Tướng Obi-Wan Kenobi trong Revenge of the Sith và trong cuộc chiến vô tính. Anh giúp Obi-Wan tại Utapau đối đầu Tướng Grievous, và phản bội ông theo lệnh của Hoàng đế Palpatine theo Sắc lệnh 66. |
| Trung úy Kaydel Ko Connix | Billie Lourd (The Force Awakens và The Last Jedi)                                                                                                   | Nữ nhân viên điều hành của quân Kháng chiến trong cuộc chiến trống lại Tổ chức thứ nhất trong The Force Awakens và The Last Jedi. Nữ diễn viên Lourd là con gái của Carrie Fisher. |
| Cơ trưởng Jeremoch Colton | Jeremy Bulloch (Revenge of the Sith) | Phi công của tàu Tantive III trong Revenge of the Sith |
| Cordé                     | Veronica Segura (Attack of the Clones) | Người phục vụ nữ hoàng Padmé Amidala trong Attack of the Clones.Cô bị giết bởi Zam Wessel trong âm mưu ám sát Nghị sĩ Amidala. |
| Salacious B. Crumb        | Tim Rose (nghệ sĩ múa rối) (Return of the Jedi) Lồng tiếng: Mark Dodson (Return of the Jedi)                                                        | Khỉ bò sát Kowakian trong phòng của Jabba người Hutt. |
| Arvel Crynyd              | Hilton McRae (Return of the Jedi) | Phi công A-wing hi sinh khi đâm vào Thiết giáp hạm Executor, khiến nó bị hủy diệt và rơi xuống Ngôi sao Chết II, trong Return of the Jedi. |
| Dr. Cylo                  | — | Nhà khoa học tự nâng cấp bản thân bằng máy móc, có thể hồi sinh thông qua các người nhân bản của chính hắn. Xuất hiện lần đầu trong sê-ri truyện tranh Star Wars: Darth Vader, Cylo là đối thủ cạnh tranh với Darth Vader; đối đầu với Vader bằng nhiều người nâng cấp của hắn tạo ra, để lấy đuwocj lòng tin của Hoàng đế Palpatine. |

## D
| Tên                              | Thể hiện | Miêu tả |
| -------------------------------- | --- | --- |
| Chỉ huy Larma D'Acy              | Amanda Lawrence (The Last Jedi) | Nữ chỉ huy của phe Kháng chiến và cố vấn của tướng Leia Organa và Amilyn Holdo trong The Last Jedi. |
| Figrin D'an                      | Rick Baker (A New Hope) | Thủ lĩnh người Bith của ban nhạc Figrin D'an and the Modal Nodes, chơi nhạc tại Mos Eisley Cantina trong A New Hope. |
| Kes Dameron                      | — | Lính đặc nhiệm của quân Nổi dậy và cha của Poe, xuất hiện trong loạt truyện tranh Star Wars: Shattered Empire. |
| Poe Dameron                      | Oscar Isaac (The Force Awakens và The Last Jedi) | Phi công lái chiến đấu cơ X-wing trong The Force Awakens, được mệnh danh là "phi công giỏi nhất của quân Kháng chiến". |
| Vober Dand                       | Derek Arnold (The Force Awakens và The Last Jedi) | Một người Tarsunt từ hành tinh Suntilla phụ trách ban hậu cần trong cuộc tấn công lên Căn cứ Starkiller trong The Force Awakens. Anh còn xuất hiện tại D'Qar trong The Last Jedi. |
| Joclad Danva                     | Kyle Rowling (Attack of the Clones) | Hiệp sĩ Jedi loài người trong Attack of the Clones sử dụng thanh gươm màu xanh lá tại Trận Geonosis, nơi mà ông bị giết. |
| Dapp                             | Lồng tiếng: Steven Blum (Uprising) | "Happy" Dapp là một tên buôn lậu không tên tuổi và chị của cậu Riley làm việc trong Chốt chặn thép của Đế Chế. |
| Biggs Darklighter                | Garrick Hagon (A New Hope) | Bạn của Luke Skywalker trên hành tinh Tatooine và một phi công X-wing. Có tên hiệu là 'Rogue Three', anh là thành viên của Phi đội Đỏ, tham gia vào Trận Yavin trong Star Wars: A New Hope. Luke và Bigg gặp lại nhau tại Yavin IV bị cắt ra ở phiên bản rạp phim nhưng được thêm vào phiên bản Dặc biệt. Một cảnh nữa Darklighter gặp Luke tại Tatooine, cũng bị cắt; nhưng có thể đọc được từ cuốn The Star Wars Storybook chuyển thể từ phim A New Hope, và Star Wars: Behind the Magic 1998. |
| General Oro Dassyne              | Lồng tiếng: Terrence Carson | Tướng quân phe ly khai và một đại lý của Liên minh doanh nghiệp, người chỉ huy các lực lượng của CIS tại Bomis Koori IV. |
| Gizor Dellso                     | | Người Geonosis thuộc phe ly khai, người sống sót sau khi Darth Vader ám sát nhiều nhà lãnh đạo ly khai còn lại và tạo ra đội quân droid của riêng mình. |
| Dengar                           | Morris Bush (The Empire Strikes Back và Return of the Jedi) Lồng tiếng: Simon Pegg (The Clone Wars)                                                            | Thợ săn tiền thưởng người Corellia triệu hồi bởi Darth Vader để bắt con tàu Millennium Falcon trong The Empire Strikes Back và xuất hiện tại Cung điện Jabba người Hutt trong Return of the Jedi. Trong The Clone Wars, Dengar là thành viên của một tập đoàn thợ săn tiền thưởng bị phản bọi bởi Asajj Ventress trên hành tinh Quarzite. Sau này làm việc cho người Hutts, Dengar cố gắng bắt Han Solo và Chewbacca trong loạt truyện tranh Star Wars 2015 cốt truyện "Showdown on the Smuggler's Moon" và xuất hiện trong loạt truyện Darth Vader. Trong tiểu thuyết Aftermath, Dengar kết bạn với kẻ săn tiền thuwongr khác tên là Mercurial Swift, trước khi gặp Jas Emari để cứu Norra Wexley trong Trận Jakku, và nhận được tiền thưởng từ nền Cộng hòa mới. |
| Bren Derlin                      | John Ratzenberger (The Empire Strikes Back) | Sĩ quan Nổi dậy trong The Empire Strikes Back. |
| Ima-Gun Di                       | Lồng tiếng: Robin Atkin Downes (The Clone Wars) | bậc thầy Jedi người Nikto màu đỏ trong The Clone Wars. |
| Rinnrivin Di                     | — | Trùm tội phạm người Nikto màu đỏ là thủ lĩnh của tỏ chức tội phạm trên hành tinh Bastatha trong Star Wars: Bloodline. |
| DJ                               | Benicio del Toro (The Last Jedi) | Hacker giúp Finn và Rose Tico lên tàu Thiết giáp hạm Supremacy trong The Last Jedi. |
| Lott Dod                         | Silas Carson (The Phantom Menace) Lồng tiếng: Toby Longworth (The Phantom Menace), Gideon Emery (The Clone Wars)                                               | Nghị sĩ người Neimoidia của Liên minh Thương mại. |
| Jan Dodonna                      | Alex McCrindle (A New Hope), Ian McElhinney (Rogue One) Lồng tiếng: Michael Bell (Rebels)                                                                      | Thủ lĩnh và chỉ huy của căn cứ nổi dậy trên Yavin IV xuất hiện trong A New Hope. Dondonna cũng xuất hiện trong Rogue One, Rebels và trong sê-ri truyện Star Wars của Marvel 2015. |
| Daultay Dofine                   | Alan Ruscoe (The Phantom Menace) Lồng tiếng: Chris Sanders (The Phantom Menace)                                                                                | Chỉ huy của tàu chỉ huy droid trong The Phantom Menace, bị giết khi Anakin hủy diệt con tàu. |
| Lính vô tính Dogma               | Lồng tiếng: Dee Bradley Baker (The Clone Wars) | Một trong những phiên bản mới của lính vô tính phục vụ nền Cộng hòa. |
| Bá tước Dooku Darth Tyranus      | Christopher Lee (Attack of the Clones và Revenge of the Sith) Lồng tiếng: Christopher Lee (phim The Clone Wars), Corey Burton (loạt truyền hìnhThe Clone Wars) | Thủ lĩnh phe Ly khai và bí mật là chúa tể Sith Darth Tyranus. Dooku severs Anakin Skywalker's right forearm in Attack of the Clones, and is decapitated by Anakin in Revenge of the Sith. |
| Dormé                            | Rose Byrne (Attack of the Clones) | Nữ hầu tước của Nữ hoàng Padmé Amidala. |
| Cin Drallig                      | Nick Gillard (Revenge of the Sith) Lồng tiếng: Robin Atkin Downes (The Clone Wars)                                                                             | Sư phụ Jedi là chiến sĩ và người đứng đầu an ninh bả vệ Đền Jedi trong những ngày cuối cùng của cuộc chiến vô tính. Anh bị giết bởi Darth Vader trong Revenge of the Sith. |
| Garven Dreis (hay Đội trưởng Đỏ) | Drewe Henley (A New Hope) và (Rogue One) | Đội trưởng phi đội Đỏ tham chiến trong Trận Yavin trong A New Hope. |
| Droidbait (CT-00-2010)           | Lồng tiếng: Dee Bradley Baker (The Clone Wars) | Lĩnh vô tính và thành viên Đội Domino, có biệt danh là Mồi nhử Droid (Droidbait) do anh luôn bị bắn bởi droid huấn luyện. Làm việc trên một trạm radio hoang vắng tại mặt trăng Rishi, anh bị giết bởi droid biệt kích của phe Ly khai. |
| Rio Durant                       | Lồng tiếng: Jon Favreau (Solo: A Star Wars Story) | Một phi công người Ardennia và bạn của Tobias Beckett và Val. |
| Lok Durd                         | Lồng tiếng: George Takei (The Clone Wars) | Thiết kế vũ khí người Neimodia giữ vị trí tướng quân trong phe Ly khai. |

## E
| Tên                           | Thể hiện | Miêu tả |
| ----------------------------- | --- | --- |
| Eirtaé                        | Friday "Liz" Wilson (The Phantom Menace) | Nữ hầu tước của nữ hoàng Amidala trong The Phantom Menace. |
| Dineé Ellberger               | Celia Imrie (The Phantom Menace) | Nữ phi công của phi đội máy bay chiến đấu không gian Hoàng gia Naboo, tham chiến cùng với Phi đội Bravo trong cuộc xâm lược Naboo trong The Phantom Menace. |
| Ellé                          | Chantal Freer (Revenge of the Sith) | Nữ hầu tước của nữ hoàng Amidala trong Revenge of the Sith. |
| Caluan Ematt                  | Andrew Jack (The Force Awakens và The Last Jedi) | Tướng quân cao tuổi của quân kháng chiến, và cựu trung úy trong Liên minh nổi dậy. Ematt xuất hiện tại căn cứ kháng chiến trong kế hoạch tấn công vào Căn cứ Starkiller, và sau đó xuất hiện trước các chiến hào trong Trận Crait. Một đồng minh lâu năm của Leia Organa, Ematt cũng xuất hiện trong hai cuốn tiểu thuyết năm 2015 Moving Target: A Princess Leia Adventure và Smuggler's Run: A Han Solo & Chewbacca Adventure, cũng như tiểu thuyết năm 2016 Bloodline. |
| Embo                          | Lồng tiếng: Dave Filoni (The Clone Wars) | Một thợ săn tiền thưởng làm việc cho kẻ trả công cao nhất, hắn là một kẻ có lòng tự trọng. Vũ khí của hắn gồm một cái nỏ và chiếc mũ, dùng như là một cái Bumerang. Hắn thuộc loài Kyuzo. |
| Cận vệ Hoàng gia của Hoàng đế | | Lính tinh nhuệ đội mũ bảo vệ và áo choàng đỏ, được trang bị một cây thương. Họ là vệ sĩ riêng của Hoàng đế Palpatine. |
| Jas Emari                     | — | Thợ săn tiền thưởng người Zabrak trong Star Wars: Aftermath. |
| Ebe E. Endocott               | Lồng tiếng: Roger L. Jackson (The Phantom Menace) | Thuộc giống loài Triffian, Ebe là một trong những tay đua trong The Phantom Menace. |
| Galen Erso                    | Mads Mikkelsen (Rogue One) | Nhà khoa học Đế chế và cha của Jyn Erso xuất hiện trong Rogue One và cuốn tiểu thuyết Catalyst: A Rogue One Novel. Là một trong những nhà khoa học hàng đầu nghiên cứu và thiết kế Ngôi sao Chết, Erso rò rỉ thông tin điểm yếu của trạm chiến đấu cho quân Nổi dậy, cho họ một cơ hội để hủy diệt vũ khí tối thượng đó sau này. |
| Jyn Erso                      | Felicity Jones (Rogue One) Lồng tiếng: Felicity Jones (Forces of Destiny, mùa 1), Helen Sadler (Forces of Destiny, mùa 2) Lúc 8 tuổi: Beau Gadsdon (Rogue One) Lúc 4 tuổi: Dolly Gadsdon (Rogue One) | Từng là một tên tội phạm, cô được Liên minh Nổi dậy chiêu mộ để lấy cắp bản kế hoạch Ngôi Sao chết trong Rogue One. |
| Lyra Erso                     | Valene Kane (Rogue One) | Mẹ của Jyn Erso xuất hiện trong Rogue One và tiểu thuyết Catalyst. |
| EV-9D9                        | Lồng tiếng: Richard Marquand (Return of the Jedi) | Người máy tra tấn trong Return of the Jedi. |
| Moralo Eval                   | Lồng tiếng: Stephen Stanton (The Clone Wars) | Một người Phindian phe ly khai, có kế hoạch bắt cóc Thủ tướng Palpatine. |
| Bác sĩ Cornelius Evazan       | Alfie Curtis (A New Hope), Michael Smiley (Rogue One) | Nhân vật định bắt nạt Luke Skywalker và sau đó bị tấn công với một thanh gươm ánh sáng của Obi-Wan Kenobi tại Mos Eisley Cantina trong A New Hope. Hắn là một người đàn ông với khuôn mặt bị sẹo nặng nề, đồng hành cùng hắn là tên côn đồ người Aquaish, Ponda Baba. Hắn ta cũng tự nhận mình có án tử hình ở 12 hệ sao. Evazan gặp Jyn Erso và gây sự với cô trên một con phố ở Jedha trong Rogue One.                                                                  |

## F
Finn/FN-2187 – thể hiện bởi John Boyega
Một chiến binh Stormtrooper đào ngũ của Tổ chức Thứ Nhất số hiệu FN-2187 trước khi tham gia vào phe Kháng chiến và được gọi là Finn bởi Poe Dameron

## G
Gunray – thể hiện bởi Silas Carson, lồng tiếng bởi Tom Kenny (The Clone Wars)
Là thủ lĩnh phe Liên Minh Thương mại (Trade Federation),Gunray là người bắt đầu cuộc chiến xâm chiếm Naboo dưới sự chỉ đạo của Darth Sidious. Hắn tham gia tất cả các cuộc chiến của phe nổi dậy và là thành viên rất quan trọng. Sau khi đã hết lợi ích để lợi dụng Gunray bị Anakin Skywalker giờ đã là Darth Vader giết hại tại Hành tinh Mustafa (Revenge of the Sith)
Grievous – lồng tiếng bởi Matthew Wood 
Xuất hiện trong phần 3, là 1 tướng của phe Liên Minh Thương mại, dưới sự chỉ đạo của Darth Sidious chỉ huy đội quân Droid thực hiện các cuộc xâm chiếm nhắm vào Nền Cộng Hòa. Hắn là người máy với trái tim sinh vật, có tới 4 tay cầm 4 thanh lightsaber. Bị tiêu diệt bởi Obi-Wan trong phần 3: The revenge of the Sith.
Genaral Hux – Thể hiện bởi Domhnall Gleeson
Tướng của Tổ chức Thứ Nhất, được trao quyền điều hành Căn cứ Starkiller và quân đội dưới quyền Thủ lĩnh tối cao Snoke, với Kylo Ren.
Garazeb "Zeb" Orrelios – Lồng tiếng bởi Steven Blum
Một vệ binh người Lasat và bây giờ là cơ bắp của nhóm Ghost.

## H
Han Solo – Thể hiện bởi Harrison Ford
Là chỉ huy của tàu không gian Millennium Falcon, anh đã giúp đỡ Luke Skywalker và Leia Organa khi họ bị Đế Chế truy đuổi. Sau này anh gia nhập quân kháng chiến và kết hôn với Leia Organa. Bị giết bởi Kylo Ren-con trai của ông-khi ông đang cố kéo con lại về phía ánh sáng.
Hera Syndulla – Lông tiếng bởi Vanessa Marshall
Một phụ nữ người Twilek, và phi công của nhóm Ghost. Cô là hình ảnh người mẹ của nhóm, mỗi khi họ bị chia cách Hera lại giúp họ gắn bó lại với nhau.

## J
Jango Fett
Một tay săn tiền thưởng được phe nổi dậy được cầm đầu bởi bá tước Dooku thuê để giết Thượng Nghị Sỹ Amidala của hành tinh Naboo. Jango Fett cũng chính là bản gốc của đoàn quân vô tính (được người Kamino nhân lên hàng triệu bản sao) và hắn củng là cha của Boba Fett. Sau hắn bị sát hại bởi Master Windu trong trận chiến ở hành tinh Geonosis.
Joh Yowza
Một Yuzzum xuất hiện trong Star Wars Episode VI: Return of the Jedi và là thành viên của Max Rebo Band.
Jar Jar Binks
Một người Gungan của hành tinh Naboo, Jar Jar được Master Qui-Gon Jinn cứu sống sau đó y tham gia cùng nữ hoàng Amidala trong suốt cuộc hành trình của bà từ việc trốn chạy đến Tatooine cho đến việc cùng người Naboo chống lại cuộc xăm lăng của Liên Minh Thương mại (Trade Federation),Jar Jar chính là cầu nối đem lại sự đoàn kết giữa người Naboo và người Gungan vốn không mấy hoà thuận trên cùng một hành tinh trong The Phantom Menace. Trong Attack of the Clones, Jar Jar được Amidala-giờ đã là thượng nghị sĩ-trao quyền tham gia các cuộc họp của thượng viện.
Jyn Erso - Thể hiện bởi Felicity Jones
Một cô gái loài người với quá khứ rối rắm. Sau khi được cứu bởi quân Nổi Dậy, cô tham gia Rogue One và lấy cắp được bản thiết kế Ngôi Sao Chết.

## K
Kylo Ren – Thể hiện bởi Adam Driver
Mặt khác của Ben Solo sau khi sa ngã theo mặt tối, trở thành một trong các Hiệp sĩ dòng Ren. Với Thần lực mạnh mẽ, thanh kiếm ánh sáng chữ thập chết người, và hậu thuẫn bởi "Tổ chức Thứ Nhất", Kylo Ren là một trong các chiến binh nguy hiểm nhất. Hắn đã không nương tay khi giết bố của mình, và sau đó bị đánh bại bởi Rey.
Kanan Jarrus – Lồng tiếng bởi Freddie Prinze, Jr.
Thủ lĩnh của phi hành đoàn Ghost, là Jedi và thầy của Ezra Bridger và học trò của Depa Billaba. Tên thật của anh là Caleb Dume.
K-2SO - Thể hiện bởi Alan Tudyk
("KAY-TUESSO") Một người máy của Đế chế được lập trình lại và phục vụ cho phe Nổi dậy. Tham gia vào vụ lấy cắp bản thiết kế Ngôi Sao Chết.

## L
Công chúa Leia – Thể hiện bởi Carrie Fisher
Leia Skywalker là con gái của Anakin và là chỉ huy của quân nổi dậy, đồng thời là em gái song sinh của Luke Skywalker. Sau nay cô đã yêu Han Solo và cưới anh sau khi tiêu diệt "Ngôi sao chết 2" thành công và ngày tàn của đế chế và sinh ra Kylo Ren.
Luke Skywalker – Thể hiện bởi Mark Hamill
Luke Skywalker là con trai của Anakin và là anh trai song sinh của Leia Skywalker, được che giấu bởi gia đình Lars ở Tatooine để tránh khỏi cha của cậu, người đã đi theo mặt tối của thần lực. Cậu gặp gỡ Ben Kenobi, thật ra chính là Obi-wan Kenobi, người thầy cũ của Anakin Skywalker. Sau này, khi ở Hoth, hành tinh quanh năm lạnh giá và được đặt theo tên của một vị jedi trước đây, nay là căn cứ mới của quân nổi dậy, Luke dược linh hồn của Obiwan chỉ bảo đến gặp sư tổ Yoda tại hành tinh hoang sơ Dagobah. Tại đây, Luke học sức mạnh của thần lực với sự chỉ dạy của thầy Yoda và trở thành một jedi chân chính. Ngoài ra anh còn là phi công của phi đoàn đỏ, đích thân anh lái chiếc X-wing và tiêu diệt Ngôi sao chết trong trận chiến vì Yavin 4. Sau khi Đế chế bị tiêu diệt, anh đã lập lại các hoạt động của jedi và tiếp tục đào tạo các hiệp sĩ Jedi để gây dựng lại Hội đồng Jedi. Ông là người đầu tiên đào tạo Kylo Ren và bị chính đứa cháu trai của mình hủy diệt tất cả những gì ông đã đạt được. Nghĩ rằng mọi điều đều do lỗi của mình, ông đã tự đưa mình đi đày ở Atch-to.

## M
Maz Katana – Lồng tiếng bởi Lupita Nyong'o
Nữ hải tặc không gian cổ đại xuất hiện trong Phần VII đã đưa cho Finn chiếc gươm ánh sáng huyền thoại của Luke. Nhân vật được tạo từ kỹ thuật CGI.
Mon Mothma – Thể hiện bởi Caroline Blakiston (Return of the Jedi), Genevieve O'Reilly (Revenge of the Sith và Rogue One) lồng tiếng bởi: Kath Soucie (The Clone Wars).
Nữ chính trị gia và bí mật là thủ lĩnh của phe Nổi Dậy.

## O
Obi-Wan Kenobi – thể hiện bởi Alec Guinness và Ewan McGregor (phim) và James Arnold Taylor (The Clone Wars, Rebels)
Obi-Wan kenobi từng là học trò của Qui-Gon. Sau này ông còn là thầy của Anakin Skywalker và Luke Skywalker, con trai của Anakin, lúc đó đã là Darth Vader. Obi-Wan Kenobi còn là người đóng vai trò rất quan trọng trong cuộc chiến vô tính (the Clone Wars) dưới tên gọi Tướng Kenobi (General Kenobi). Ông bị Darth Vader giết trong phần IV. Sự hiện diện của ông mới nhất là trong The Force Awakens khi Rey chạm vào chiếc Gươm ánh sáng và nghe thấy câu nói của diễn viên Alec Guiness "These are your first step." (Đây là những bước đi đầu của con).

## P
Padmé Amidala – thể hiện bởi Natalie Portman và lồng tiếng bởi Catherine Taber
Nữ hoàng, và là Nghị sĩ, của Naboo, cưới Anakin Skywalker và chết khi sinh ra Luke Skywalker và Leia Organa Solo.
Palpatine – Thể hiện bởi Ian McDiarmid, lồng tiếng bởi Ian Abercrombie, Samuel Witwer, và Tim Curry
Palpatine hay còn là chúa tể Darth Sidious, là kẻ đã xúi Anakin giết chết các hiệp sĩ jedi, ở phần 2, hắn đội lốt thủ tướng của nền cộng hoà, và Anakin vì nghe theo lời xúi dục của hắn để cứu vợ (Pádme) mà trở thành tay sai trung thành của hắn và trở thành Darth Vader.
Poe Dameron – Thể hiện bởi Oscar Isaac
Được biết đến là phi công giỏi nhất trong phe kháng chiến-kế nhiệm của phe nổi dậy-Poe xuất hiện lần đầu trong phânnf VII. Anh ấy có trách nhiệm đi tìm các mảnh bản đồ để dẫn đến điểm mà Jedi Luke đang tự đi đày.

## Q
Qui-Gon JinnLà một Jedi Master với khả năng không hề thua kém Master Yoda. Tuy nhiên, ông không được chấp nhận vào Hội đồng Jedi do lối suy nghĩ và hành động khác người của ông. Qui-Gon từng là học trò của Count Dooku, kẻ sau này đi theo con đường Bóng tối và trở thành một Sith Lord. Cuộc đời của Qui-Gon trải qua rất nhiều cuộc phiêu lưu mà nổi bật là các nhiệm vụ ông thực hiện với học trò đầu tiên của ông, Xanatos. Sau khi Xanatos đi theo con đường Bóng tối (The Dark Side), Qui-Gon kiên quyết không nhận thêm học trò. Nhiều năm sau, khi đã nguôi ngoai, ông nhận Obi-Wan Kenobi làm học trò và họ đã thực hiện nhiều nhiệm vụ cùng nhau. Trong trận chiến trên hành tinh Naboo, một trong những cuộc xung đột mở màn cho cuộc chiến tranh vô tính (The Clone War), do tuổi tác, Qui-Gon đã bị Darth Maul giết hại. Trong hơi thở cuối cùng, ông đã buộc Obi-Wan phải hứa huấn luyện Anakin, người mà ông tin là nhân vật trong lời tiên tri, thành một Jedi.

## R
R2-D2 – thể hiện bởi Kenny Baker (phần I-VII) và Jimmy Vee (Phần VIII)
Bạn thân của C-3PO, là một con rô bốt chuyên sửa chữa những hỏng hóc nhẹ của tàu chiến không gian, R2-D2 có thể phóng điện và sửa tàu khi cần thiết.Có lần, lúc O.Kenobi và Anakin Skywalker đột nhập vào 1 chiếc tàu lớn để giải cứu đồng bọn, R2-D2 bị bắt, 1 cú phóng điện của nó cũng đủ để giết 2 Super Droid. Lúc đầu cậu là "giúp việc" cho Anakin Skywalker, sau này cậu đi theo phò tá cho Luke Skywalker.
Rey – thể hiện bởi Daisy Ridley
Xuất hiện trong phần VII, Rey sống ở Jakku và là người nhặt ve chai và ẩn chứa Thần lực hùng mạnh. Rey gặp Finn(số hiệu FN-2187) và cùng với Finn, BB-8 rời khỏi Jakku đi tìm Phe kháng chiến để hoàn thiện mảnh bản đồ còn thiếu để tìm đến Luke Skywalker - Jedi huyền thoại đã biến mất. Sau đó, chóng lại Tổ chức Thứ nhất và đánh bại Kylo Ren. Rey sau đó tiếp tục cuộc hành trình đi tìm Luke và đưa cho ông thanh gươm ánh sáng.

## S
Thủ lĩnh Tối cao Snoke – Thể hiện bởi Andy Serkis
Thủ lĩnh của phe Tổ chức Thứ Nhất. Hắn là thầy của Kylo Ren, và mạnh với Thần lực bóng tối trong The Force Awaken.
Sabine Wren – Lồng tiếng bởi Tiya Sircar
Một người Mandalore 16 tuổi họa sĩ graffiti, từng là thợ săn tiền thưởng và chuyên gia vũ khí của phi hành đoàn Ghost.

## W
Windu
Thành viên của hội đồng Jedi, người được xem như là có nhiều kĩ năng sử dụng Lightsaber nhất trong các Jedi.Cũng như phần lớn các thành viên của hội đồng Jedi Master Windu là người phản đối việc huấn luyện Anakin Skywalker trở thành một Jedi. Master Windu bị sát hại bởi Palpatine dưới sự trợ giúp của Anakin Skywalker (sau này trở thành Darth Vader)trong Revenge of the Sith.

## Y
Yaddle – Thể hiện bởi Phil Eason
Thành viên của Hội đồng Jedi trong The Phantom Menace, là một nhân vật nữ cùng chủng tộc với Master Yoda. Ý tưởng ban đầu của Iain McCaig là thiết kế một phiên bản trẻ tuổi của Yoda.
Yané – Thể hiện bởi Candice Orwell
Cô là một người hầu gái của Padmé Amidala trong Star Wars Episode I: The Phantom Menace.
Yoda – Thể hiện bởi Frank Oz, Tom Kane
Yoda (896BBY-4ABY) là một trong những Jedi vĩ đại nhất trong lịch sử thiên hà, với bộ óc uyên thâm, bậc thầy về sử dụng Lightsaber và cũng là một trong những người sử dụng thần lực mạnh nhất ở hội jedi lúc bấy giờ. Ông phục vụ trong Jedi Council của Galactic Republic trong thời kỳ cuối của nó (796BBY-33BBY-19BBY) với tư cách là một Grand Master chủ chốt. Ông cũng là người đã đào tạo rất nhiều các Jedi khác như M.Windu, K.A.Mundi, Obi-Wan Kenobi, O.Rancisis, K.Fisto, R.Kota, Dooku,... và Luke Skywalker. Cao khoảng 66 cm, nước da xanh, tai nhọn, tóc bạc trắng, ông thuộc một chủng tộc bí ẩn (Mysterious species) của dải Thiên hà, thích nói ngược câu và có khả năng hình dung trước tương lai. Mặc dù vậy ông đã không biết được rằng Palpatine, Thủ tướng nền Cộng hoà lại chính là Sith Lord Darth Sidious và là nguyên nhân chính đẫn đến sự kiện Clone Wars mà theo sau đó là sự kiện Great Jedi Purge (hay Sắc lệnh 66) khiến Nền Cộng hoà sụp đổ năm 19BBY, và Galactic Empire lên thay. Sống sót sau thảm hoạ, Yoda về ở ẩn ở hành tinh Dagobah. Tại đây, ông huấn luyện người học trò cuối cùng Luke Skywalker, người mà sau này tham gia kháng chiến và lật đổ Đế chế. Yoda mất năm 4ABY tại Dagobah, thọ 900 tuổi.